# Flughafentangente Ost
Als Flughafentangente Ost oder FTO wird die bayerische Staatsstraße 2580 bezeichnet. Sie beginnt etwa einen Kilometer nördlich der Anschlussstelle Erding der A 92 und führt von dort östlich am Flughafen München und westlich an Erding vorbei unter der B 388 hindurch zur Anschlussstelle Markt Schwaben an der A 94. Die Fertigstellung des letzten Abschnitts Markt Schwaben West – Ottenhofen erfolgte am 20. Dezember 2010. Der gesamte Verlauf ist kreuzungsfrei ausgeführt.
Die FTO hat die Aufgabe, den Verkehr aus Ost- und Südostbayern, der über die A 92, die B 388 und die A 94 / B 12 in Richtung Flughafen München unterwegs ist, aufzunehmen und damit sowohl die Gemeinden im südöstlichen Flughafenumland als auch das Autobahnnetz im Münchner Osten, besonders die hochbelasteten Bundesautobahnen 99 und 9, zu entlasten. Vor ihrer Fertigstellung 2010 lief der Flughafenverkehr von der B 12 über die Staatsstraße von Hohenlinden nach Erding durch zahlreiche Ortschaften, wurde bei Erding auf die B 388 und erst bei der Querung des Mittleren Isarkanals auf die FTO geleitet.
Für den nördlichen Teil der FTO von der A 92 bis Erding wurden Ende 2010 Planungen für einen vierstreifigen Ausbau vorbereitet.